# Bitó
|  | Per a altres significats, vegeu «bitó comú». |

Bitó (en llatí Biton, en grec antic Βίτων) fou un escriptor grec. No se sap el seu origen. Segurament va viure al segle ii aC. El mencionen Hesiqui de Milet, Heró el Jove i segurament Claudi Elià (amb el nom de βίων (Bió).
Va escriure un tractat titulat κατασκευαὶ πολεμικῶν ὀργάνων κὰ καταπελτικῶν ("Kataskeuai polemikōn Organon kai katapeltikōn" Sobre la construcció d'armes de guerra i catapultes). El llibre el va dedicar al rei Àtal de Pèrgam, però no se sap a quin dels reis d'aquest nom anava dirigit, potser a Àtal I o més probablement a Àtal II.
El tractat descriu:
- πετρόβολον,("Petróbolon") una màquina de setge per llençar pedres fabricada per Caró de Magnèsia
- Una màquina amb el mateix ús feta a Tessalònica per Isidor d'Abidos.
- ἑλέπολις ("Helèpolis", conqueridora de ciutats), un aparell per assetjar ciutats construït per Posidoni de Macedònia per encàrrec d'Alexandre el Gran.
- Sambuca, un aparell per realitzar un setge naval, fet per Dami de Colofó.
- γαστραφέτης (Gastrafetes "ventre arquejat") un enginy a manera d'arc creuat tipus ballesta, que va veure Heró d'Alexandria, fet per Zòpir de Tàrent a Milet i a Cumes (Itàlia).

Bitó diu que ell mateix va escriure un tractat sobre òptica que s'ha perdut.